# クック・ロコモティブ・アンド・マシン・ワークス
クック・ロコモティブ・アンド・マシン・ワークス(Cooke Locomotive and Machine Works)は、19世紀のアメリカ合衆国ニュージャージー州のパターソンにあった、機関車メーカーである。1852年に設立され、1901年に他の7社とともにアメリカン・ロコモティブ（アルコ）に統合された。1926年まで、アルコはこの工場で機関車の製造を続けた。

## 歴史
初めはチャールズ・ダンフォースが経営する織機を製造するメーカーであったが、1852年にロジャーズ・ロコモティブ・ワークスから技師長のジョン・クックを迎えてダンフォース・クック(Danforth-Cooke)として機関車製造に乗り出した。後に、社名はクックのみとなり、その死後は身内が経営を引き継いだ。1901年、アルコの成立にともなって、同社のクック工場となり、1926年にアルコが工場を閉鎖するまで、3000両近くの蒸気機関車を製造した。

## 保存車
次の表は、1901年のアルコ統合までにクックが製造した保存されている機関車のリストである。
| 製造番号 | 車輪配置 （ホワイト式） | 製造年月   | 所属鉄道                                                                   | 保存場所                                                                      |
| -------- | ----------------------- | ---------- | -------------------------------------------------------------------------- | ----------------------------------------------------------------------------- |
| 不明     | 4-4-0                   | 1856年10月 | Western and Atlantic Railroad #49 Texas                                    | 静態保存グラント・パーク（ジョージア州アトランタ）                            |
| 不明     | 4-2-4T                  | 1863年10月 | Central Pacific Railroad #3 C. P. Huntington, Southern Pacific Railroad #1 | カリフォルニア州鉄道博物館（カリフォルニア州サクラメント）                    |
| 1555     | 2-6-0                   | 1884年2月  | Colorado and Southern Railroad #9                                          | ジョージタウン・ループ鉄道, コロラド州シルバー・プルーム                      |
| 1861     | 4-4-0                   | 1888年2月  | Dardanelle and Russelville #8                                              | ネバダ州鉄道博物館, ネバダ州カーソンシティ                                    |
| 2053     | 4-6-0                   | 1890年10月 | ユニオン・パシフィック鉄道 #1242                                           | ライオンズパーク, ワイオミング州シャイアン                                    |
| 2054     | 4-6-0                   | 1890年10月 | ユニオン・パシフィック鉄道 #1243                                           | Durham Western Heritage Museum, ネブラスカ州オマハ                            |
| 2197     | 4-6-0                   | 1892年4月  | Texas and New Orleans Railroad #314                                        | Center for Transportation and Commerce, テキサス州ガルベストン                |
| 2202     | 4-6-0                   | 1892年4月  | Texas and New Orleans Railroad #319                                        | ジョージア州リバーデール                                                      |
| 2341     | 4-6-0                   | 1896年6月  | サザン・パシフィック鉄道 #2248                                             | Tarantula Road, テキサス州フォートワース                                      |
| 2360     | 4-6-0                   | 1897年3月  | サザン・パシフィック鉄道 #2252                                             | Overlooking the Union Pacific classification yard, カリフォルニア州ローズビル |
| 2408     | 4-6-0                   | 1898年10月 | Missouri Pacific Railroad #2522                                            | Paris City Park, アーカンソー州パリス                                         |

## 日本との関わり
アルコ成立前に日本に入った生粋のクック製機関車は、わずか2形式4両にすぎない。また、台湾総督府鉄道に入ったものを含めても、総計6形式50両しかなく、性能的にも形態的にも見るべきものがなかった。
内地の鉄道でクック製の機関車を導入したのは、1897年（明治30年）の房総鉄道と1898年（明治31年）伊万里鉄道の各2両である。房総鉄道のものは車輪配置0-6-2(C1)のタンク機（後の鉄道院2700形（初代））で、伊万里鉄道のものは車輪配置0-6-0(C)形のタンク機でこちらは私鉄を渡り歩き国有鉄道に所属したことはない。
アルコ統合以降のクック工場製のものとしては、国有鉄道のD9クラス（後の鉄道院6300形）があるが、これはイギリス製機関車のデッド・コピーであり、見るべきものはない。樺太庁鉄道へは、クック工場製のものばかりが納入されており、1号機関車はサドルタンク式の車輪配置2-6-2(1C1)形で、後に3005形となったもの、その他に2940形タンク機関車や、8550形テンダ機関車がある。
その他、炭鉱鉄道などにも導入されている。貝島炭礦に入ったものは、昭和40年代まで現役で使用され、長命を保った。